# Haute École Arc
 (septembre 2018).
Si vous disposez d'ouvrages ou d'articles de référence ou si vous connaissez des sites web de qualité traitant du thème abordé ici, merci de compléter l'article en donnant les références utiles à sa vérifiabilité et en les liant à la section « Notes et références ».
La Haute École Arc (HE-Arc), est un établissement d'enseignement supérieur suisse et appartient au réseau des hautes écoles spécialisées.

## Histoire
La Haute École Arc regroupe, depuis 2005, les forces HES des cantons de Neuchâtel, du Jura et de la partie francophone du canton de Berne et met en réseau des écoles au bénéfice d’une longue expérience. La HE-Arc fait partie de la HES-SO Haute école spécialisée de Suisse occidentale.

## Quatre domaines

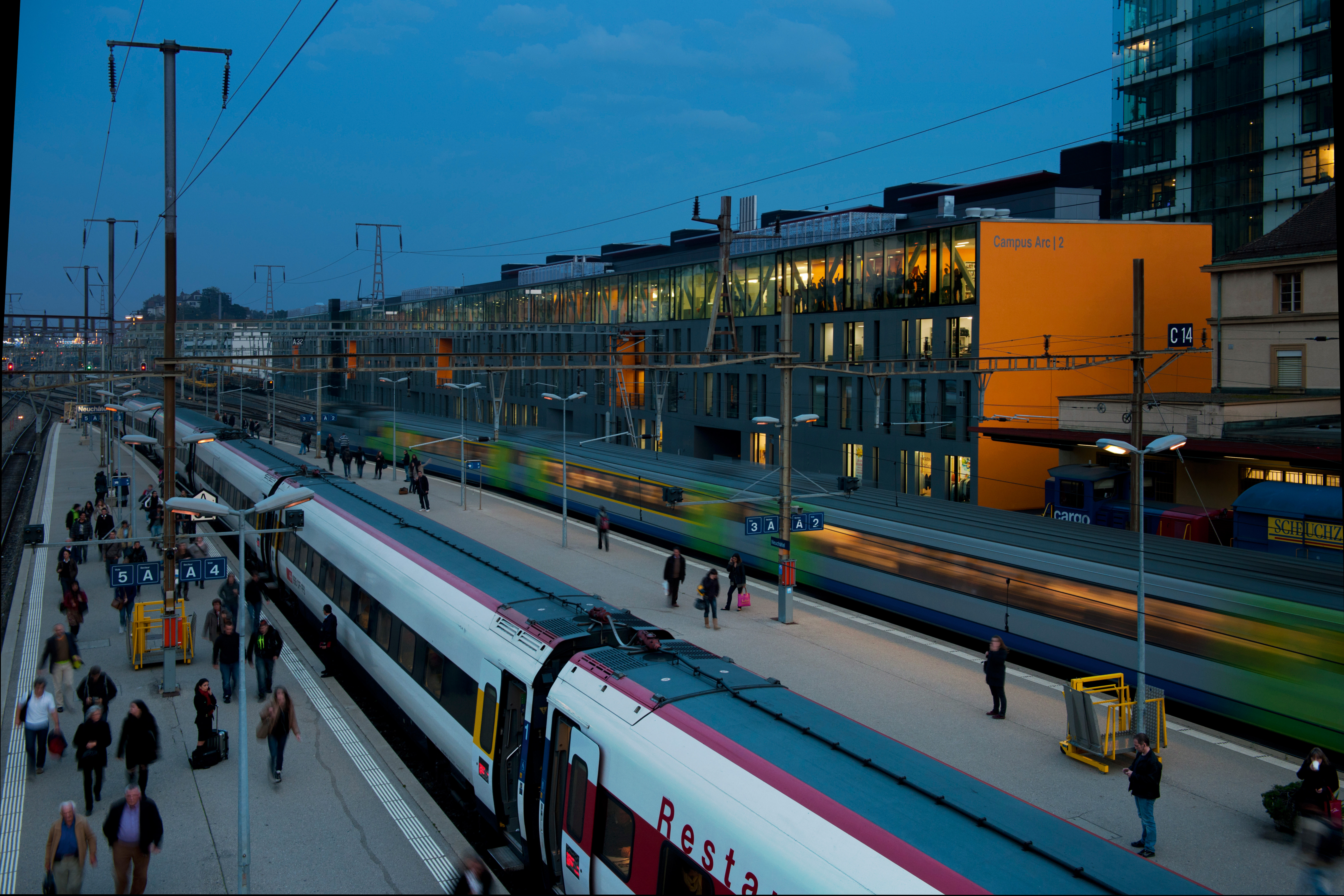
Haute École Arc, campus de Neuchâtel (Campus Arc 2)

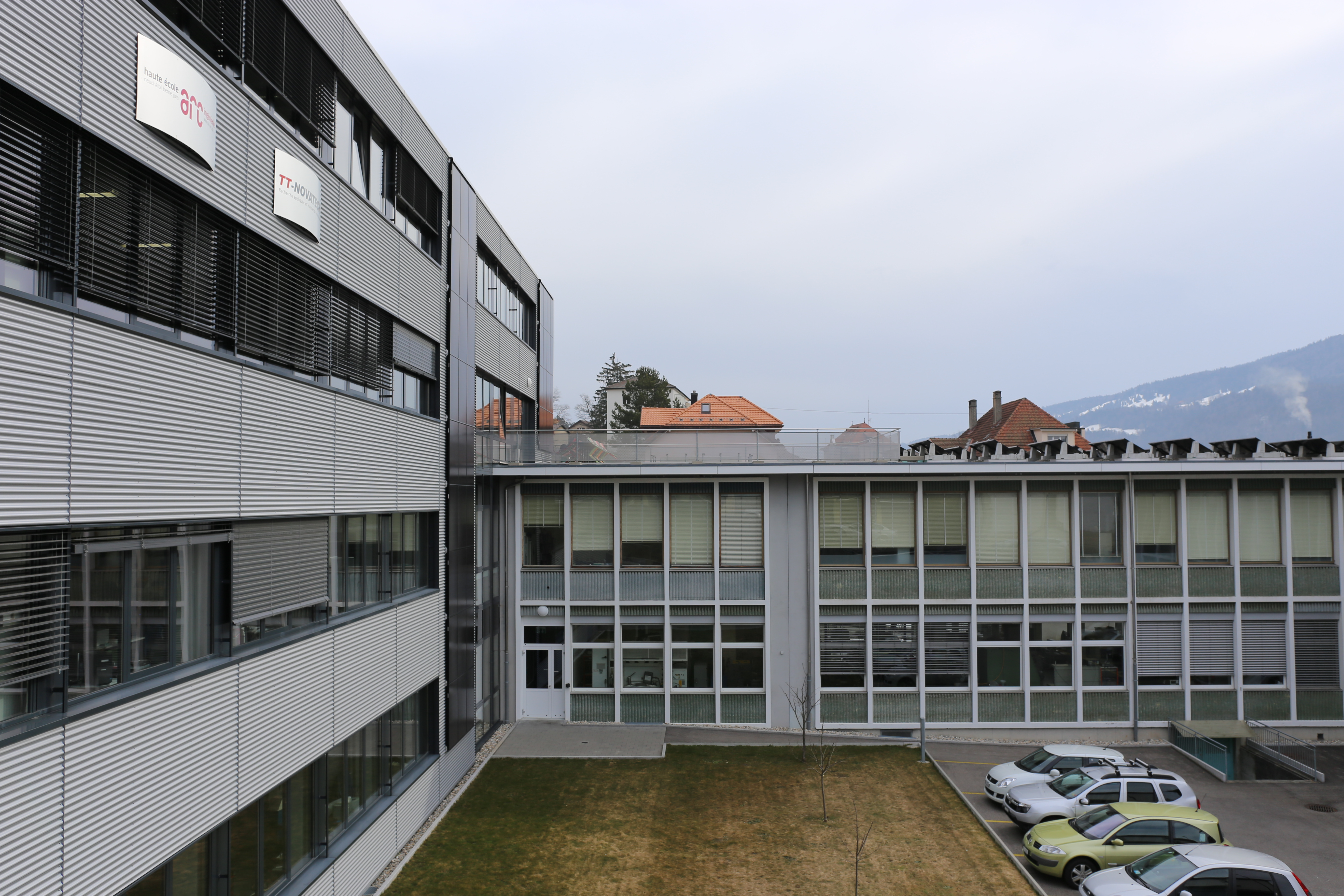
Haute École Arc, site de Saint-Imier

La haute école propose des formations dans les quatre domaines de l'ingénierie (Haute École Arc ingénierie), de la gestion (Haute école de gestion Arc), de la conservation-restauration (Haute école de conservation-restauration Arc) et de la santé (Haute école de santé Arc). Ces formations sont déployées dans l'Arc jurassien sur les sites de Delémont, Saint-Imier, La Chaux-de-Fonds, Le Locle et Neuchâtel.

## Filières
En tout, l'école propose dix filières de formation bachelor.
- Bachelor of Science HES-SO en ingénierie : filières Microtechniques, Industrial Design Engineering, Ingénierie & gestion industrielles ainsi que Informatique et systèmes de communication
- Bachelor of Science HES-SO en gestion : filières économie d'entreprise, informatique de gestion et droit économique
- Bachelor of Science HES-SO en soins infirmiers
- Bachelor of Science HES⁠-⁠SO en physiothérapie
- Bachelor of Arts HES-SO en conservation
- Master of Arts HES-SO en restauration

De plus, l'école propose des formations de type master et les étudiants peuvent également choisir entre diverses spécialisations au niveau des formations postgrades et des formations continues.

## Recherche appliquée et développement
Les activités de recherche appliquée de la Haute école de gestion Arc sont principalement fédérées au sein des :
- Institut de Digitalisation des Organisations ;
- Institut de Lutte contre la Criminalité Économique ;
- Institut du Management des Villes et du Territoire ;
- Institut de la Communication et Marketing Expérientiel.

La Haute Ecole Arc Ingénierie est active dans la recherche appliquée et le développement, autour de quatre domaines d’activités qui correspondent à ce que le tissu industriel de l’Arc jurassien conçoit, produit et valorise majoritairement :
- Smart & micro-manufacturing : solutions pour un outil de production agile, adaptatif et interconnecté.
- Smart sensing & digitalization : solutions intégrant l’internet des objets, l’interopérabilité et le big data.
- Horlogerie & luxe industriel : de la conception des produits à la performance industrielle.
- Health & medical technologies : du microsystème implantable à la numérisation dans les medtechs.

La HE-Arc Ingénierie met à disposition de ses clients ses savoir-faire organisés en onze groupes de compétences, basés à Saint-Imier, à La Chaux-de-Fonds et au Locle.